# Wilhelm Dreier
Wilhelm Dreier, född 30 juli 1893 i Braunlage i Tyskland, död 3 februari 1981 i Värnamo församling, Jönköpings län, var en svensk missionär, predikant, psalmförfattare och koralkompositör. 
Dreier var son till den svenske gummiarbetaren Frans Wilhelm August Dreijer (1864–1933) och hans tyskfödda hustru Maria Emilie Schlieker (1872–1955). Han kom 1908 med föräldrarna från Tyskland till Anderstorp i Småland och gick på Svenska Alliansmissionens bibelinstitut varefter han under tiden 1921 till 1930 var missionär i Kina. Från 1952 var han ledare för SAM:s efterkrigshjälp i Tyskland.
Wilhelm Dreier var först gift med Elin som avled 1925 i Kina. De fick döttrarna Elin (1924–2013), gift Abrahamsson, och Gertrud (född 1925), gift Fagerberg och Messerer. År 1928 gifte han om sig med Karin Wirfelt (1893–1960). De fick tvillingarna Iréne (1929–2010), gift Ljunggren, och Wilhelm Martin (1929–2008). Han blev också morfar till evangelisten Peter Ljunggren, även känd som Peter Youngren.
Han är begravd på Östra kyrkogården i Jönköping tillsammans med andra hustrun.

## Psalmer
- Flertalet psalmer i sånghäftena Helgad åt Herren och Sångartoner.